# Gaspar de Molina y Oviedo
Gaspar de Molina y Oviedo (né le 28 janvier 1679 à Mérida en Estrémadure et mort le 30 août 1744 à Madrid) est un cardinal espagnol du XVIIIe siècle. Il est membre des ermites de Saint-Augustin.

## Biographie
Molina est envoyé pour des missions délicates par le roi Philippe V d'Espagne. Il est nommé évêque de Cuba en 1730 et évêque de Barcelone en 1731. Molina est nommé commissaire général du Conseil de croisade en 1733 et est transféré au diocèse de Malaga en 1734. Il est président du conseil de Castille en 1734. Le pape Clément XII le crée cardinal lors du consistoire du 20 décembre 1737. Il n'a pas sollicité activement le titre de cardinal. Il ne participe pas au conclave de 1740 lors duquel Benoit XIV est élu.

### Sources
- Fiche du cardinal sur le site fiu.edu